# Lenkflugkörper

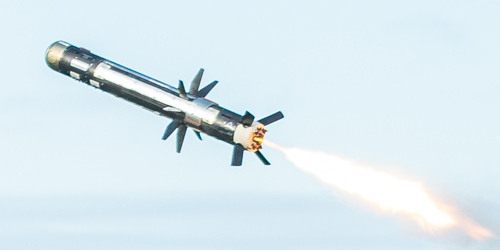
FGM-148 Javelin, Javelin Medium Antiarmor Weapon System (englisch für „Wurfspeer“ und „Mittleres Panzerabwehr-Waffensystem“), kurz Javelin. Erste tragbare Fire-and-Forget-Panzerabwehrlenkwaffe, die in den Vereinigten Staaten entwickelt und bei den US-Streitkräften eingeführt wurde.

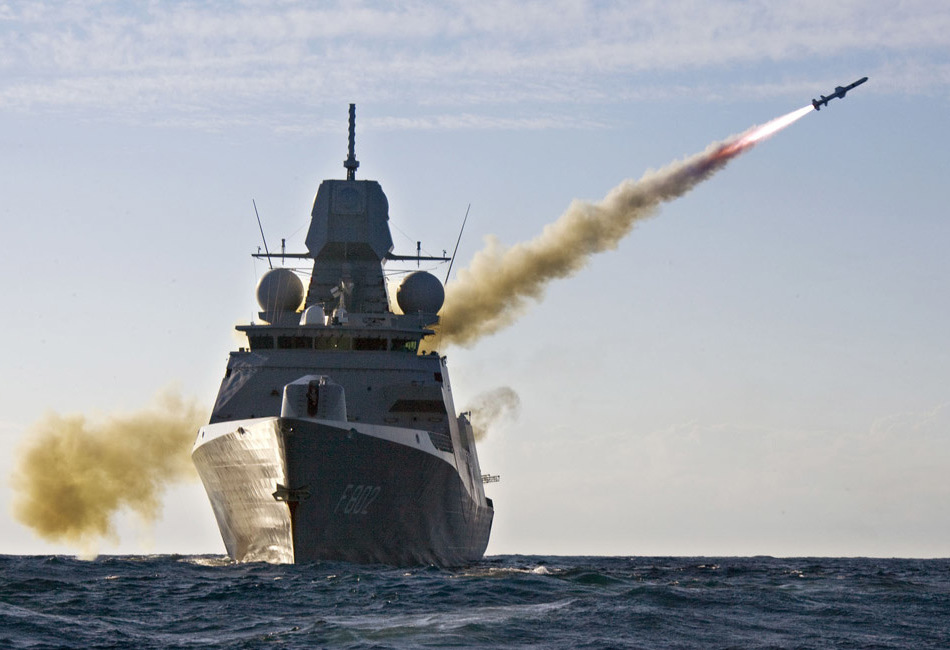
Fregatte De Zeven Provinciën (F802) startet eine AGM-84 Harpoon

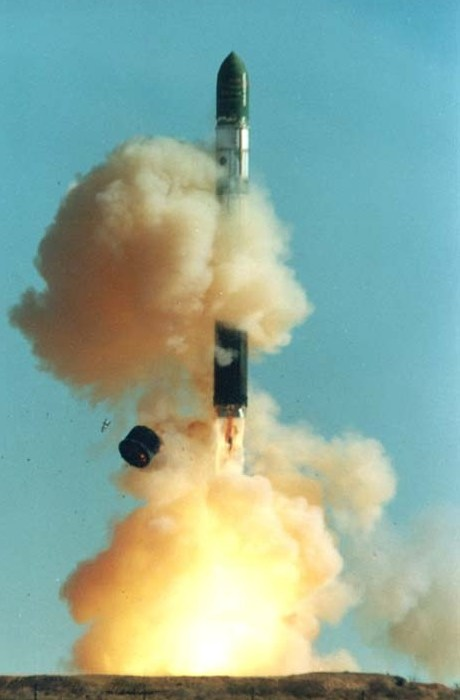
Start einer Dnepr-Trägerrakete

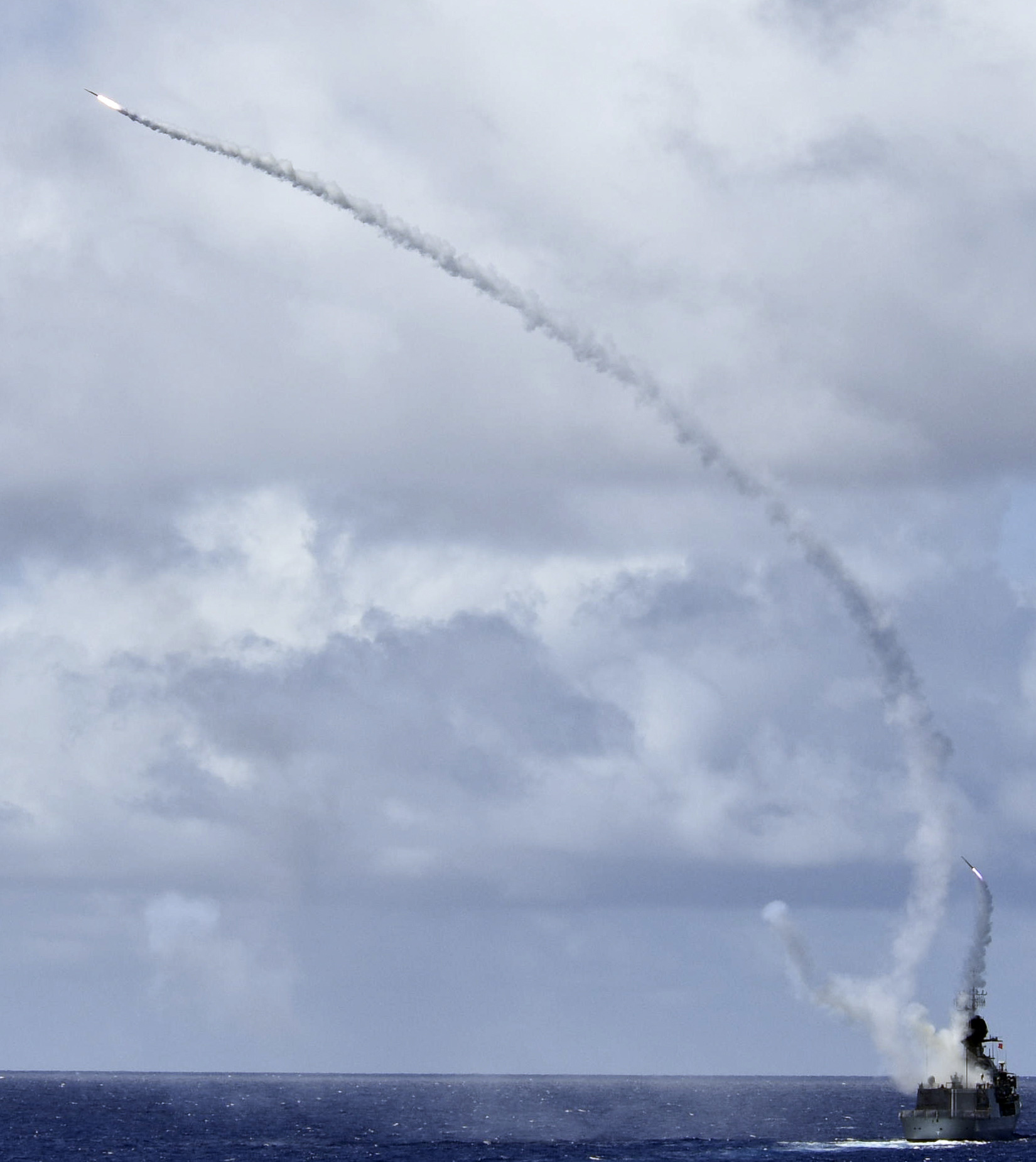
Fregatte HMAS Ballarat (FFH 155) der Royal Australian Navy startet während einer Feuerübung simultan zwei Flugabwehrraketen vom Typ RIM-162 Evolved Sea Sparrow Missile (ESSM)

Als Lenkflugkörper (LFK) werden im wehrtechnischen und militärischen Sprachgebrauch, im Gegensatz zu ballistischen oder ungelenkten Raketen, Waffen mit eigenem Antrieb bezeichnet, die während des Fluges selbsttätig oder vom Schützen gelenkt ins Ziel gesteuert werden. Der physikalische Raketenantrieb ist dagegen kein zwingendes Merkmal, es gibt auch Flugkörper mit außenluftabhängigen Triebwerken. Sie werden vor allem gegen bewegliche Boden-, See- und Luftziele eingesetzt.

## Geschichte

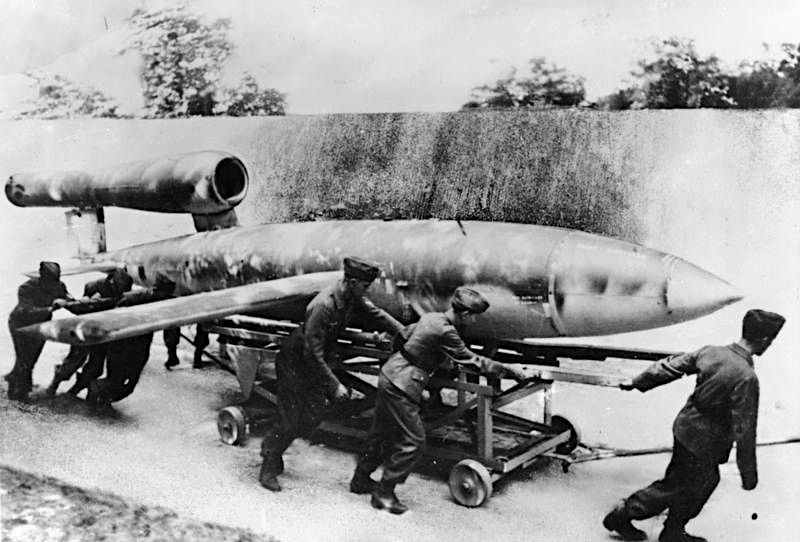
Marschflugkörper Fieseler Fi 103

Die Geschichte der Lenkflugkörper begann 1944 mit dem Start der Fieseler Fi 103 auf Usedom. Die Fieseler Fi 103 (V1) war der weltweit erste militärisch eingesetzte Marschflugkörper.

## Typen
Nach Art des Zieles und dem Trägersystem unterscheidet man zwischen:
- Bodenzielflugkörper
  - Boden-Boden-Marschflugkörper
  - Luft-Boden-Raketen
  - Panzerabwehrlenkwaffen
- Seezielflugkörper
- Luftzielflugkörper
  - Luft-Luft-Raketen
  - Flugabwehrraketen (boden-/seegestützt)
- Anti-Raketen-Rakete
- Antisatellitenrakete

Bestimmte Arten von Lenkflugkörpern (Panzerabwehrlenkwaffen, tragbare Flugabwehrraketen) können auch ohne Trägersystem vom einzelnen Soldaten transportiert und verwendet werden.
Nach Art der Feuerleitung und Zielsteuerung werden folgende Funktionsprinzipien unterschieden:
- Selbständig zielsuchende Raketen (Fire-and-Forget) sind in der Lage, ein Zielobjekt mittels eingebauter Sensoren zu verfolgen. Hierfür kommen je nach Reichweite optische, Infrarot- oder Radarsysteme zum Einsatz.
- Ferngesteuerte Lenkflugkörper werden vom Schützen über eine Draht-, Funk- oder Laserverbindung auf Sicht oder mit Hilfe von rückübertragenen Videobildern ins Ziel gesteuert.
- Bei halbautomatischen Systemen wird die Zielsteuerung durch den Schützen mit Verfahren wie Laserzielmarkierung oder Leitstrahlen unterstützt.

Da die im Flugkörper eingebauten Zielsuchgeräte weniger weit reichen als das Bordradar des Trägersystems oder eines Gefechtsfeldradars, kommen auch kombinierte Systeme zum Einsatz. Dabei wird der Flugkörper zunächst nur in die ungefähre Richtung des Zielobjekts gesteuert. Während der Anflugphase werden Informationen zwischen dem Flugkörper und dem kontrollierenden System ausgetauscht. Die endgültige Zielprogrammierung kann dann nach der Zielerfassung durch das eingebaute System erfolgen.
Zur Navigation werden beispielsweise Kurskreisel, Satellitennavigation und Terrain Imaging genutzt. Die Reichweite von Lenkflugkörpern liegt im Bereich von wenigen Kilometern bis zu mehreren hundert Kilometern. Bodenzielflugkörper mit extrem großen Reichweiten bis zu einigen tausend Kilometern werden auch als Marschflugkörper (engl.: Cruise Missile) bezeichnet.